# Richard Rohmer
Richard Rohmer, né le 24 janvier 1924, l'un des citoyens les plus décorés du Canada, est un aviateur militaire, un avocat, un consultant auprès des grandes corporations et un écrivain militaire à succès.

## Biographie
Rohmer est né à Windsor en 1924, et il a grandi à Fort Érié.
Il fait ses études avec indifférence, et ultimement, il trouve un boulot chez Fleet Aerospace pendant et après ses études secondaires, ce qui le mène à s'enrôler dans l'aviation royale du Canada lors des premiers jours de la Seconde Guerre mondiale.
Il pilote des North American P-51 Mustang au-dessus de la Normandie et de la Manche, travaillant dans la section de reconnaissance photographique, faisant des expériences et des rencontres quelque peu étonnantes, comme trouver des chars d'assaut sous la conduite d'Erwin Rommel.
Après la guerre, grâce aux conseils et suggestions d'un prêtre du Collège de l'Assomption de Worcester, il étudie le droit, où il a une carrière des plus distinguées. Il maintient son engagement dans les forces armées et la réserve, atteignant le grade de major-général. Toujours très actif dans le milieu de l'organisation militaire et corporative, il est président des célébrations du soixantième anniversaire du débarquement de Normandie en 2004.
Deux fois chancelier de l'Université de Windsor, il est parvenu à faire échanger les documents sur Maurice Duplessis détenus par Conrad Black auparavant.
Au XXIe siècle, il vit avec son épouse à Collingwood et à Toronto. Ils ont deux filles, Ann et Catherine.

## Publications
- The Arctic Imperative (1973)
- Ultimatum (1974)
- Exxoneration (1974)
- Exodus UK (1975)
- Separation (1976)
- Balls! (1980)
- Periscope Red (1980)
- Separation two (1981)
- Triad (1982)
- Retaliation (1982)
- Massacre 747 (1984)
- Starmageddon (1986)
- Hour of the Fox (1988)
- John A.'s Crusade (1995)
- Death by Deficit (1996)
- Caged Eagle (2002)
- Raleigh on the Rocks (2002)
- Plan of Attack (2004)
- Act of War (juin 2005)

## Honneurs
- Conseil de la Reine, 1960
- Officier de l'Ordre du Canada, 1990
- Ordre de l'Ontario, 1997
- Commandeur de l'Ordre du mérite militaire du Canada
- Croix du service distingué dans l'Aviation
- Décoration des Forces canadiennes
- Officier de l'Ordre de Léopold
- Chevalier de l'Ordre de Saint-Jean